# Dendrochilum alboviride
Dendrochilum alboviride là một loài thực vật có hoa trong họ Lan. Loài này được J.J.Sm. mô tả khoa học đầu tiên năm 1922.